# Живково (Софийска област)
 Тази статия е за селото в Софийска област.  За другото село с това име вижте Живково (Област Шумен).  
Живково е село в Югозападна България, в Община Ихтиман, Софийска област.
Живково е електифицирано и водоснабдено село, с асфалтирани улици. Има обхват на мобилните оператори. В селото има кметство, магазини, модерни казани където да сварите ракията си, детска градина и здравна служба. Най-близко разположените болница и училище са на територията на град Ихтиман.

## География
Село Живково отстои на 5 км северозападно от град Ихтиман, на 50 км югоизточно от София, на 31 км североизточно от град Самоков и на 24 км северозападно от Костенец.
Разположено е в Средна гора, на надморска височина от 500-650 м.
Климатът се характеризира с топло лято и студена зима. Пролетта е прохладна, докато есента е топла и често по-продължителна.

## История
Според „Справочник на населените места в Царство България 1878-1944“, старото име на селото е Авли кьой (буквално: жив плет). По онова време селото е било оградено с жив плет, откъдето произлиза и името му. По-късно името е побългарено на Авликово, и след това променено на Живково, на името на Георги Живков, министър на просвещението в периода 1887-1893.
През 1905 г. селянинът Тоше Илчов намерил случайно в местността „Топ курия“ край селото монетно съкровище от 40 електронови статери и едно хекте (1/6 статер) на град Кизик в Мала Азия (отсечени около 440-410 г. пр. Хр.). По-късно монетите били пръснати от Илчов у златари и прекупвачи, а няколко попаднали в колекцията на цар Фердинанд и брат му принц Филип Сакскобургготски.

## Културни и природни забележителности
Читалище „Просвета“ е създадено на 12 март 1922 г., а до днес в него се развива културна дейност.
В селото има създадена фолклорна певческа група.
Селото е изходен пункт за туристически маршрути. Оттук може да се тръгне по посока на с. Веринско, за язовир Бозалан и за с. Борика.
- Кметството
- Пощенската станция
- Църква „Свети Георги“ в центъра на селото
- Паметни плочи на загиналите през войните живковци

## Редовни събития
Събор на селото – на църковния празник „Св. Дух“, обикновено се сменя според Великден. През последните години е възстановена традицията съборът да се провежда на Голямата Могила, пред обновения храм „Рождество Богородично“, който се намира на около 1 км южно от центъра на село Живково. Разположен е на малка височина в близост до древна могила, известна сред местните като „Голямата могила“. До него се стига като на излизане от селото в посока Самоков, точно където е табелата за края на с. Живково, вляво се отбива по черен път, водещ до мястото след около 300 м
Черквата е изградена в края на XIX век като селски храм на село Живково. Строителството ѝ продължава около 10 г. и е осветена на 5 септември 1904 г. Иконите са изписани от самоковския майстор Михал Б. Стойнев през периода 1904 – 1912 г.
В началото на XXI век храмът е ремонтиран, а вътрешността му изписана със стенописи.

## Личности
- Стоян Караджов (1905 – 1994) – политик от БКП
- Иван Сугарев - заемал кметския пост от 2002 до 2007 г.

## Икономика
Дообработването на чугуна от МК „Кремиковци“ се осъществява в чугунолеярния завод край Ихтиман (между селата Живково и Веринско).